# Steingrímur Steinþórsson

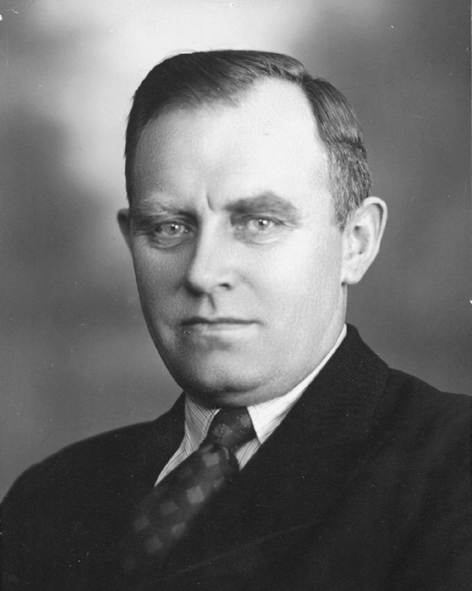
Steingrímur Steinþórsson

Steingrímur Steinþórsson (* 12. Februar 1893 in Mývatn; † 14. November 1966) war ein isländischer Politiker der Fortschrittspartei (Framsóknarflokkurinn) sowie Premierminister von Island.

## Biografie
Nach der Schulausbildung und einer Ausbildung zum Buchhalter absolvierte er ein Studium an der Handelsschule in Kopenhagen, das er 1924 abschloss. Im Anschluss war er bis 1928 als Lehrer an der Landwirtschaftsschule von Hvanneyri und danach bis 1935 als Rektor der Landwirtschaftsschule von Hólar tätig.
Seine politische Laufbahn begann 1931 als Kandidat der Fortschrittspartei mit der Wahl zum Abgeordneten des Althing, dem er (mit Unterbrechungen von 1933 bis 1937 und 1942 bis 1946) bis 1959 als Vertreter des Bezirks Skagafjarðarsýsla angehörte. Von 1949 bis 1950 war er Präsident des Althing.
Am 14. März 1950 wurde er als Nachfolger von Ólafur Thors schließlich selbst Premierminister von Island und übernahm in seinem bis zum 11. September 1953 amtierenden Kabinett auch das Amt des Sozialministers (Félagsmálaráðherra). Die von ihm geführte Koalitionsregierung aus Fortschrittspartei und Unabhängigkeitspartei verfügte mit 36 der 52 Althing-Mandate über eine breite parlamentarische Mehrheit. Als während seiner Amtszeit am 25. Januar 1952 Staatspräsident Sveinn Björnsson verstarb, bildete Steingrímur zusammen mit dem Präsidenten des Althing Jón Pálmason sowie dem Richter am Obersten Gericht (Hæstiréttur) Jón Ásbjörnsson ein Interimstriumvirat, das die Amtsgeschäfte des Staatspräsidenten bis zur Wahl von Sveinn Björnssons Nachfolger Ásgeir Ásgeirsson am 1. August 1952 führte.
Im nachfolgenden Kabinett von Thors war er vom 11. September 1953 bis zum 24. Juli 1956 weiterhin Sozialminister und übernahm zusätzlich das Amt des Landwirtschaftsministers (Landbúnaðarráðherra).
Nach seinem Ausscheiden aus der Politik war er von 1957 bis zu seinem Tod 1966 Vorsitzender der Landsbanki Íslands, der ältesten und zweitgrößten der isländischen Banken.